# Manuel Pizarro
Manuel Francisco Pizarro de Sampaio e Castro (ur. 2 lutego 1964 w Coimbrze) – portugalski polityk, lekarz i samorządowiec, działacz Partii Socjalistycznej, deputowany do Zgromadzenia Republiki, poseł do Parlamentu Europejskiego IX kadencji, w latach 2022–2024 minister zdrowia.

## Życiorys
Absolwent medycyny na Uniwersytecie w Porto. Był pracownikiem naukowym na tej uczelni oraz na Universidade do Minho. Specjalizował się w medycynie wewnętrznej, podejmując praktykę w zawodzie lekarza. Publikował prace z zakresu nadciśnienia tętniczego i chorób autoimmunologicznych.
Działacz Partii Socjalistycznej. Współtworzył Federação Nacional das Associações Juvenis Locais, krajową federację lokalnych stowarzyszeń młodzieżowych. Był radnym dzielnicowym w Ramalde, a w latach 1998–2001 członkiem egzekutywy tej miejscowości. W 2002 zasiadł w zgromadzeniu miejskim Porto, od 2005 do 2008 wchodził w skład zarządu miejskiego (câmara municipal).
W 2005, 2009 i 2011 uzyskiwał mandat deputowanego do Zgromadzenia Republiki X, XI i XII kadencji. W okresie dwóch rządów José Sócratesa pełnił funkcję sekretarza stanu w resorcie zdrowia, w drugim gabinecie tegoż premiera w randze zastępcy ministra.
Wybierany na przewodniczącego socjalistów w okręgu Grande Porto. Był kandydatem swojego ugrupowania na urząd burmistrza Porto. W latach 2013–2017 wchodził w skład zarządu miejskiego, odpowiadając za mieszkalnictwo i sprawy społeczne. Pozostał we władzach miejskich kolejnej kadencji jako przedstawiciel opozycji. W 2019 uzyskał mandat posła do Parlamentu Europejskiego IX kadencji.
We wrześniu 2022 dołączył do rządu Antónia Costy, obejmując w nim stanowisko ministra zdrowia. Funkcję tę pełnił do kwietnia 2024. Wcześniej w tym samym roku został ponownie wybrany w skład portugalskiego parlamentu.